# Константин Пафлагонец
Константин Пафлагонец — византийский евнух, паракимомен и влиятельный придворный при императоре Льве VI, а затем в годы регентства императрицы Зои Карбонопсины в 913—919 годах.
О ранней жизни Константина и обстоятельствах его кастрации известно из жизнеописания его отца, святого Метриоса. Житие было составлено, вероятно, по указанию самого Константина. Метриос был небогатым крестьянином из Пафлагонии. Будучи бездетным, он видел пример земляков, которые кастрировали своих сыновей, чтобы отправить их в Константинополь к императорскому двору, где они приобретали богатство и влияние. Несмотря на все свои молитвы Метриос никак не мог получить сына. Наконец, вернув богатому купцу потерянный кошелёк с золотом и отказавшись от заслуженной награды, он доказал свою святость. Вскоре ему было видение ангела, возвестившего о скором рождении сына, которого следовало назвать Константином. Ангел предрёк Константину великую славу и разрешил Метриосу реализовать в отношении сына задуманные планы. В другом варианте истории Метриоса, который приводит Псевдо-Симеон Магистр, акцент делается на выгоду, принесённую всей общине от кастрации Константина. Оказавшись в Константинополе, Константин перевёз туда свою сестру, которая затем вышла замуж за полководца Льва Фоку Старшего, дядю императора Никифора II. На её смерть около 916 года откликнулся утешительным письмом (Ep. 47) патриарх Николай Мистик.
В Константинополе Константин Пафлагонец был первоначально продан магистру и каниклею Василию. Придворная карьера Константина началась в 907 году, когда паракимомен Самона, также евнух, подарил его императрице Зое Карбонопсине. План Самоны таким образом приобрести влияние на императрицу не удался, поскольку новый придворный приобрёл влияние на неё и императора. Желая опорочить Константина, Самона заявил, что он находится в любовной связи с Зоей. Поверив ему, император Лев приказал постричь Константина в монахи монастыря святого Тарасия. Вскоре император пожалел о своём решении, и приказал доставить Пафлагонца в собственный монастырь Самоны в Спире. Затем Константина вернули к светской жизни и к придворным обязанностям. Потерпев неудачу, Самона решил пойти другим путём и вместе со своим секретарём Константином родосским изготовил оскорбительный для императора памфлет и, утверждая, что его написал Константин, дал прочитать Льву. Когда эти махинации были разоблачены летом 908 года, Самона был пострижен и отправлен в монастырь Мартинакиоса. Константин Пафлагонец наследовал ему в качестве паракимомена.
Должность паракимомена Константин сохранял до смерти императора Льва VI в 912 году. Вероятно, в период правления императора Александра (912—913) он утратил свои позиции, но был восстановлен, когда в 914 году Зоя стала регентом при своём сыне Константине VII.
О деятельности Константина в правление Зои известно из нескольких писем Николая Мистика. Из одного из них следует, что евнух пытался конфисковать для казны церковную собственность, другое также касалось финансовых вопросов. Когда Лев Фока восстал и начал претендовать на императорский престол, Константин поддержал его, но это, видимо, не стоило ему положения после провала мятежа.